# Psychotronika
Psychotronika je varianta parapsychologie, kterou tak na konci 60. let 20. století nazval její zakladatel Zdeněk Rejdák, aby se vyhnul negativním konotacím spojeným s názvem parapsychologie. Roku 1973 první mezinárodní konference psychotroniků definovala psychotroniku jako interdisciplinární obor studující jednak interakce mezi živými organismy a jejich vnitřním i vnějším prostředím a jednak energetické procesy za těmito interakcemi. Psychotronika zkoumala jevy jako telepatie, psychokineze a telegnoze (jasnovidnost), jejichž existenci považovala za prokázanou, a profilovala se důrazem na jejich vědecké vysvětlení ve shodě s tehdy oficiálním marxisticko-leninistickým materialismem. Podobný obsah a motivaci jako psychotronika má Františkem Kahudou preferovaný termín psychoenergetika.
Od konce 60. do počátku 90. let 20. století byla psychotronika v komunistickém Československu oficiálně považována za vědní disciplínu a její výzkum probíhal na několika akademických pracovištích. Nikdy však nebyla jako vědní obor šířeji akceptována a po Sametové revoluci byla její akademická pracoviště zrušena, takže od té doby se jí zabývají jen jednotlivci a zájmová sdružení, zatímco většina vědecké obce ji jako vědecký obor nepřijímá.

## Dějiny psychotroniky
Slovo psychotronika (psychotronique) navrhl již roku 1955 francouzský inženýr Fernand Clerc jako označení pro tehdy ještě futuristické metody snímání a zesilování mozkových proudů, umožňující ovládat stroje pouhou myšlenkou. Termín se však prosadil až díky českým parapsychologům. Počátkem 70. let 20. století chápal Zdeněk Rejdák jak termín parapsychologie, tak i dřívější termíny mesmerismus a metapsychologie jako označení starší vývojové etapy oboru; nový termín psychotronika měl podle něj naznačit, že jde o zkoumání mimořádných (paranormálních) schopností člověka souvisejících s lidskou psychikou (nervovou soustavou) a jsoucích zároveň energetické povahy. Nový název zároveň měl obor zbavit negativních konotací spojených s názvem parapsychologie.
Psychotronika se dokázala v tehdejším Československu etablovat jako vědní obor. Koncem 60. let 20. století ji zaštítil psychiatr a neurolog Jaroslav Stuchlík a první oficiální psychotronické pracoviště tehdy vzniklo při Komitétu aplikované kybernetiky Československé vědeckotechnické společnosti pod názvem Sekce pro psychotroniku. Kromě Rejdáka tehdy mezi spolupracovníky patřili katolický kněz a léčitel František Ferda, parapsycholog starší generace Karel Kuchyňka či radiotechnik Ing. Karel Drbal.
Sekce stála u zrodu Mezinárodního sdružení pro výzkum psychotroniky (International Association for Psychotronic Research, IAPR), jehož předsedou se stal Zdeněk Rejdák, a roku 1973 v Praze uspořádala I. Konferenci o výzkumu psychotroniky, která přispěla k rozšíření povědomí o české psychotronice i samotného jména oboru do zahraničí. Kongresu se zúčastnil také František Kahuda, který navrhl pro vysvětlení údajných schopností senzibilů nové částice mentální energie, mentiony které měly podle jeho názoru materialisticky vysvětlit parapsychologické jevy. Mezinárodní sdružení pro výzkum psychotroniky tehdy „vycházejíc… z Leninova chápání pojmu vědomí“ přijalo tuto operacionální definici svého oboru: „Psychotronika je věda, která interdisciplinárním způsobem studuje interakce mezi živými organismy a jejich prostředím (vnitřním a vnějším) a energetické procesy, které jsou za těmito vzájemnými vztahy.“
František Kahuda se stal zakladatelem pracoviště, které pod názvem Psychoenergetická laboratoř působilo při pražské Vysoké škole chemicko-technologické. Laboratoř pracovala v letech 1973–1992, pro rozdílnost názorů byla v roce 1980 rozdělena na Psychoenergetickou laboratoř pod vedením Františka Kahudy a Pracoviště pro psychotronický výzkum a juvenologii pod vedením Zdeňka Rejdáka. obě části prováděly výzkum až do zrušení roku 1992.
Jeden z výzkumů biotroniky prováděla Psychoenergetická laboratoř v roce 1982 ve vimperské nemocnici patřící OÚNZ Prachatice. Na tomto výzkumu se podílel mezi jinými biotronik Josef Zezulka. Těsně před relevantním zhodnocením a dokončením výzkumu údajně zasáhla tehdejší Státní bezpečnost přesto, že úkol byl řádně odsouhlasen vedením nemocnice i z „vyšších míst“. Zastánci tvrdí, že mají k dispozici materiály prokazující úspěšnost týdenního působení.
Na činnost Psychoenergetické laboratoře navázalo občanské sdružení Česká psychoenergetická společnost (původně Psychoenergetická společnost), které se orientovalo hlavně na psychotronické léčitelství. Na činnost Pracoviště pro psychotronický výzkum a juvenologie navázala Společnost pro psychotroniku a juvenologii, která v druhé polovině 90. let upadla. V r. 1999 ji nahradilo Sdružení badatelů v psychotronice (původně Jednota českých a slovenských badatelů v psychotronice), které se orientuje hlavně na sdružování badatelů podílejících se na vytváření přírodovědných základů psychotroniky.
Podobná instituce, která by se obdobně jako bývalé Psychoenergetické laboratoře věnovala výzkumu diagnostických schopností léčitelů, dnes není.

## Charakteristika
Jako směr parapsychologie se psychotronika a příbuzné větve (biotronika podle V. Patrovského, psychoenergetika) profiluje tím, že údajné parapsychologické jevy (například mimosmyslové vnímání nebo telekinezi) standardně považuje za výsledek působení jakéhosi fyzikou dosud nepopsaného druhu energie. Tato zvláštní energie, související s lidskou myslí, má podle psychotroniků vlastnosti u ostatních druhů energie nepozorované: může se pohybovat rychleji než světlo, neslábne s rostoucí vzdáleností, není možno ji odstínit hmotnou překážkou a podobně. Psychotronika tím na jednu stranu přejímá fyzikální terminologii a modely vysvětlení, na druhou stranu je ve sporu s principiálními teoriemi současné fyziky. Někteří autoři, například Milan Rýzl, český parapsycholog a psychotronik působící v Kanadě, z působení uvedené neznámé energie vyvozují existenci dvou paralelních navzájem se pronikajících světů, hmotného a duchovního.
Obor psychotroniky ovšem není jednotný, jeho pojetí, výklady a definice se v různých zdrojích liší.
Podle Z. Vojtíška do hnutí New age patří i alternativní věda, zvaná parapsychologie (jiným názvem je metapsychologie či se používá pouze český termín psychotronika).

### Psychotronické jevy
Psychotronika, podle Milana Nakonečného a Zdeňka Rejdáka, uznává, že hmota, energie a vědomí jsou vzájemně propojeny a že studium těchto vzájemných vztahů přispívá k novému porozumění energetických schopností člověka, životních procesů a hmoty vůbec.“ Zdeněk Rejdák rozlišuje „distanční interakce“ v rámci živé přírody (např. telepatie, bioterapie), dále distanční interakce mezi živou a neživou přírodou (psychokineze a paranormální aktivace hmoty, dermooptické vnímání, proutkařství) a distanční interakce mezi živou přírodou a informačním polem vnějšího prostředí (telegnóze, která má formy retrokognice (poznávání minulého), prekognice (poznávání budoucího) a aktuální telegnóze, což je vlastně kryptestézie (jasnozření v současnosti).“
Psychotronické jevy jsou telepatie, telepatická hypnóza, telegnoze, telestezie, jasnovidnost, retrokognice, aktuální telegnoze, prekognice, telekineze, levitace, teleportace, aktivace hmoty, bioterapie, transmutace (dle Oldřicha Válka jsou tyto jevy základní), Radiesteze (proutkařenní), Bioaktivace, Psychokineze, bioindikace, biodiagnostika, Dermokognice – dermooptie (schopnost vnímání barev a textů pokožkou), nekromancie (dotazování se duchů zemřelých), xenoglozie (dar hovořit jazykem, jemuž se člověk prokazatelně nikdy neučil), jev kdy člověk dokáže z písma vyčíst rodinné a místní události, premonice – předtucha (příležitostná jasnovidnost), zprostředkovaná vize (příklad: jasnovidec si nechá zobrazit např. tlak, který vyjadřujeme v MPa formou trojrozměrných energetických útvarů), Autoskopie (vidění sebe sama), Materializace – zhmotnění, Dematerializace – odhmotnění a další ...
Kryptestézie, telepatie a jasnozření jsou podle Milana Nakonečného druhy mimosmyslového vnímání a podle Jiřího Heřta parapsychologické fenomény.
Milan Nakonečný tvrdí, že „pojem mimosmylové vnímání vyjadřuje četnými případy a experimentálně doložený fakt, že existuje způsob vnímání, který není zprostředkován dosud známými smyslovými orgány a dosud známým fyzikálním polem“.
Jiří Heřt tvrdí, že existence parapsychologických fenomenů nebyla nikdy prokázána, takže jsou buď mýlkou, nebo podvodem, nebo je lze vysvětlit racionálně jinak, zpravidla placebo efektem.

## Badatelé v psychotronice

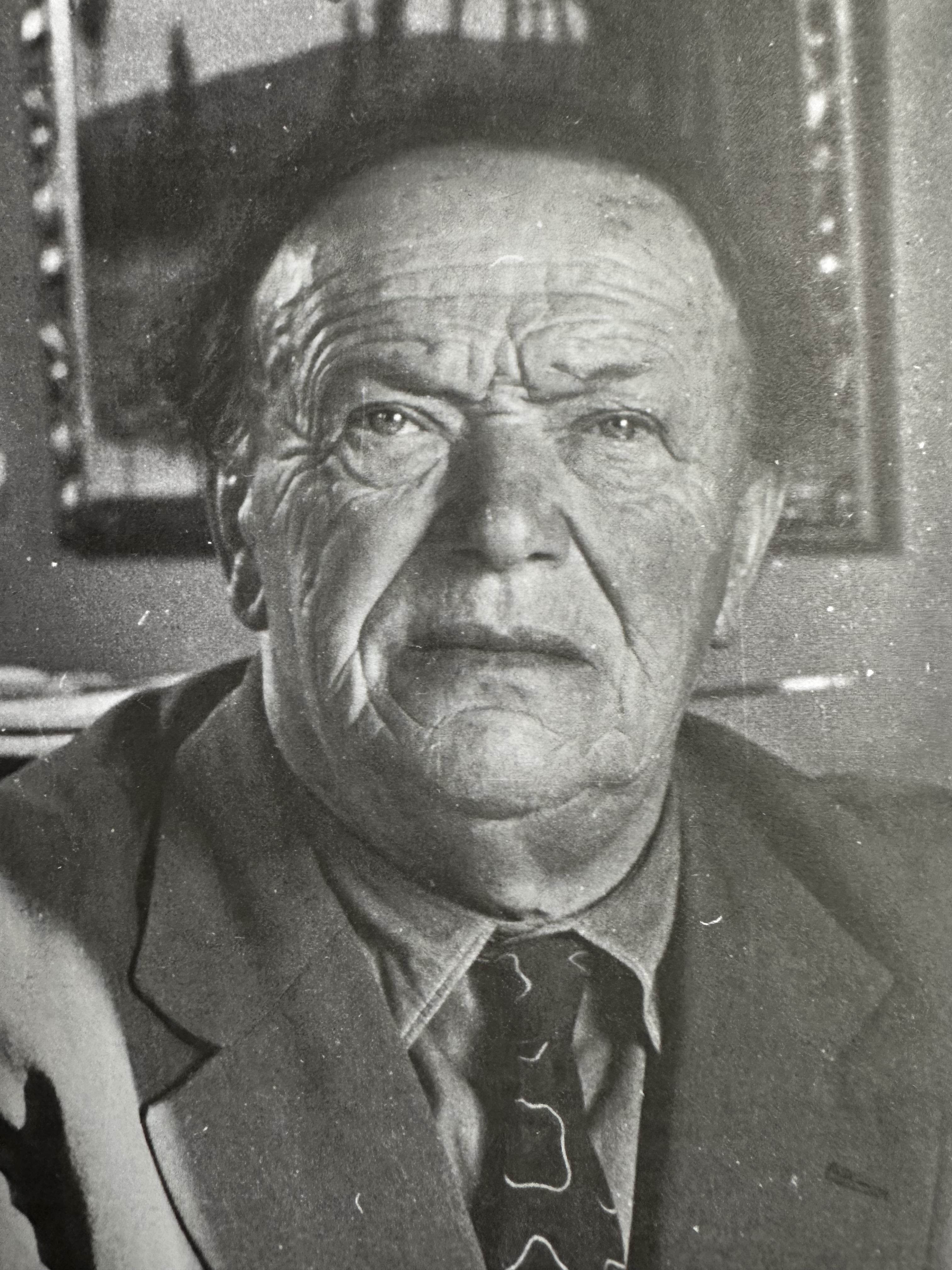
Břetislav Kafka

Zdeněk Rejdák v knize Průvodce po psychotronice uvádí jako české a slovenské badatele K. Kuchynku, O. Fischera, Břetislava Kafku, Karla Drbala, Zdeňka Rejdáka, M. Rýzla, O. Kurza, J. Krmešského, A. Sandora.
Klub psychotroniky a UFO řadí mezi badatele ještě např. Stanislava Grofa, Františka Kahudu, Milana Nakonečného nebo Věnceslava Patrovského. Podle L. Šafaříka je za teoretika psychotroniky Klubem psychotroniky a UFO pokládán O. Válek.
Badatelé v psychotronice jsou lidé, kteří jsou přesvědčeni o existenci psychotronických jevů a o nutnosti jejich zkoumání a pochopení. Snaží se je, s různou mírou úrovně, vědecky popsat a vysvětlit. Ve společnosti prosazují změnu obecného povědomí o psychotronice. Badatelé v oboru psychotroniky o sobě říkají, že je nelze spojovat s pojmem psychotronik a zároveň říkají o lidech, kteří se za psychotroniky prohlašují, že mají s psychotronikou jen málo společného. Považují psychotroniku za potenciální, v budoucnu přijatelný, vědní obor a vychází z řady pracovních hypotéz, které publikují a dále teoreticky rozpracovávají.

## Teorie psychotroniky
Milan Nakonečný a Zdeněk Rejdák v psychotronické fenomenologii vytvořili novou klasifikaci jevů. Za podstatný znak považují distancové interakce mezi organismy vázané na energetické formy vlastní organismu. Předpokládají, že půjde převážně o známé energetické formy např. infrazáření, elektromagnetické vlny, ultrazvuk, studená plazma atd., avšak nevylučují možnost, že studium těchto interakcí nás přivede z hlediska energetického i k poznání něčeho principiálně nového.
Rozeznávají trojí druh distancových interakcí: 1) mezi organismy 2) mezi organismy a hmotou 3) mezi organismy a vnějším prostředím.

### Elektromagnetická hypotéza
Vedle pojmu distancové interakce se používá v literatuře o psychotronice tzv. distanční interakce. Jedním z popisů distanční interakce je elektromagnetická hypotéza S. Manczarského a I. M. Kogana a neelektromagnetická hypotéza L. L. Vasiljeva. S. Manczarský na základě své experimentální činnosti dospěl k závěru: 1. Zdrojem telepatických emisí jsou elektrické proudy, které během procesu myšlení protékají lidským mozkem. 2. Charakter telepatického vysílání stejně jako u jiných přirozených emisí je širokopásmový, se širokým rozsahem frekvenčního spektra. 3. Vlnový rozsah účinný na příjmové straně leží přibližně v mezích od 10 metrů do 15 kilometrů. Celé vysílané spektrum je však ještě širší. 4. Energie, která je vyzařována mozkem, je u průměrného člověka tak nepatrná (řádově 2.10 -10 W), že telepatické emise nelze dosavadními přijímacími aparaturami zjistit (pozn.: na začátku 70. let 20. století).
I. M. Kogan zkoumal v ústavu A.S. Popova tzv. bioinformaci, na základě svých výpočtů shledal, že není třeba trvat při „telepatickém přenosu“ na krátkých vzdálenostech, jak tvrdil S. Manczarský. Kogan tvrdí, že z jeho rovnic plyne, že v zásadě existuje možnost přenosu telepatické informace pomocí elektromagnetického pole vyvolaného biologickými proudy na libovolnou vzdálenost, tato vzdálenost může být tím větší, čím je pomalejší rychlost přenosu. Při přenosu představ předmětu se dobrý „příjem“ uskutečnil asi ve 30% případů a uspokojivý „příjem“ asi v 50% experimentů. Výkon přijímaného signálu je podle něj v rozmezí 10-17 až 10-19 W/m², vypočtené hodnoty závisí ovšem na vlnové délce, na kterou je „telepatická informace“ přenášena. Elektrické proudy skupin nervových buněk mohou dosahovat řádově µA (zjištěno pokusně). Vlnová délka je u dolní hranice 1m a horní až 1000 km.
S. Inomata v vytvořil teorii komplexního elektromagnetického pole (On Complex EM Fields Theory) s imaginární složkou, která má předpokládanou vlastnost volného "bezztrátového" šíření ve hmotě, prochází např. kovovou deskou. Toto elektromagnetické vlnění označuje jako Teslovy vlny.

### Neelektromagnetická hypotéza
L.L. Vasiljev si kladl za cíl prokázat, že telepatická informace přenášená na větší vzdálenost nemá charakter elektromagnetických vln. Experimentoval s dálkovou hypnózou, kdy byl hypnotizovaný subjekt umístěn v místnosti nebo ve Faradayově kleci, přičemž byl na dálku uspáván a probouzen. Výsledkem pokusů bylo zjištění, že není rozdílu mezi časem potřebným k uspání dálkovou hypnózou za podmínek stínění a bez stínění. Experimentátoři dospěli k závěru, že s velkou pravděpodobností přenosovým energetickým agens telepatické informace nejsou na větší vzdálenosti elektromagnetické vlny, ale jiná fyzikální, pravděpodobně subtilnější energie.

### Částicová fyzikální hypotéza
Mezi částicové fyzikální hypotézy patří např. hypotéza neutrinová a tachyonová. M. Ruderfer ve své neutrinové hypotéze (Neutrino Theory of Extrasensory Perception) předpokládá přenos informací pomocí neutrin. Podstatou jeho hypotézy jsou neutrina, která prolétají látkami a otiskuji v sobě o ní informaci a tuto informaci je psychika schopna detekovat. A. Sylva obdobně uvažuje o tom, že tuto roli provádějí předpokládané částice šířící se větší rychlostí než světlo tachyony (Post-Relativism and Psiphenomenon).

### Částicová nefyzikální hypotéza
Mezi částicové nefyzikální hypotézy patří hypotézy předpokládající existenci dalších hypotetických částic. Příkladem jsou částice psychon a mention předpokládané Františkem Kahudou, který vypracoval hypotézu psychické energie vybavované podnětem lidské vůle. Dominantní složku psychické energie nazval mentální energie a spojuje ji s hypotetickými částicemi mentiony. František Kahuda dále předpokládá v mozku „struktury“ temporu a mentoru, ve kterých jsou organizovány psychony a právě tyto psychony vyzařují uvedené mentiony do prostoru.
Tempor tvoří tzv. časový orgán v mozku, který je nejen zdrojem jím vysílaných mentionů a jejich mentální energie, ale zároveň příjemcem mentionů a mentální energie k němu došlé buď od nositele odrazu procesu zpětného získání uložené informace (zpětná vazba), nebo jiným emitorem k němu vyslané (telepatie). V tomto smyslu se v literatuře mluví o "radaru psychiky" nebo též o "radaru lidské duše".
Koncept psychonů František Kahuda převzal od akademika N.I. Kobozeva, který je zavedl pro vysvětlení procesu myšlení (физика мышления). N.I. Kobozev zjistil, že mechanismus myšlení nemůže být vytvářen na atomárně molekulárních úrovních, tvořených až dosud známými částicemi, neboť „ani jeden ze známých druhů elementárních částic, a tím méně i atomy a molekuly, nemohou zajistit pro myšlení požadovanou úroveň entropie“. Zavedl proto hypotetický druh elementárních vakuových částic, které nazval psychony, jež existují v mozku člověka. Teprve tyto částice při svém rozpadu vyzařují kvanta dosud neznámé energie.

## Kritika psychotroniky

### Varování České lékařské komory
Česká lékařská komora na své internetové stránky umístila varování před riziky tzv. alternativní léčby v onkologii. Autorem kritiky je český onkolog Pavel Klener, který ve svém textu uvádí: „Psychotronika předpokládá možnost transmise psychických impulsů na nemocného člověka ... existenci mimosmyslových kontaktů mezi léčitelem a pacientem. Kromě dočasného zlepšení psychiky nemocného nebyl přinesen jediný spolehlivě ověřený důkaz o léčebném účinku těchto metod.“

## Psychotronické zbraně

### Technický pokrok ve zbrojení a vedení války
Technický pokrok ve vojenství vede k modernizaci výzbroje na základě nejnovějších technologií a pokračuje v oblasti neletálních (nesmrtících) zbraní. Tyto zbraně jsou výhodné pro dočasné vyřazení živé síly a zachovaní infrastruktury a nepoškozeného terénu. Cílem je minimalizovat destrukční účinky a tím umožnit využití prostorů, obsazených protivníkem. Patří mezi ně například psychotronické zbraně (americký projekt HAARP), využívající radarových paprsků a umožňující manipulovat s výškou ionosféry, což má nepříznivý vliv na činnost lidí a může neutralizovat naváděcí systémy raket i narušovat spojovací systémy. Ministr obrany Ruské federace Anatolij Serdjukov v březnu 2012 prohlásil, že součástí státního zbrojního programu pro ruskou armádu na období 2011–2020 je návrh vývoje zbraní založených na nových principech fyziky, například zbraně se směrovanou energií, geofyzikální zbraně, vlnověenergetické zbraně (radiofrekvenční), biogenetické zbraně, psychotronické zbraně a další.

### Charakteristika psychotronických zbraní
Podle Radomíra Ščurka jsou psychotronické zbraně (nazývané BOULE) vyvinuty proti davu, šíří elektromagnetické parsky ovlivňující náladu, chování a tělesné procesy zasažených osob. Jsou schopny vysílat na různých vlnových délkách velmi dlouhých vln ULF v kombinaci, kdy jedny vlny jsou nositeli vln druhých (modulace, interference), např. radiových. Vlny na 2–3 dny otupují myšlení osob, působí depresi, zmatenost, ochablost, výbuchy agrese, natékání jazyka, srdeční arytmie, pocit strachu, bolesti hlavy, otupělost a rozházení menstruačního cyklu.
Podle slovníku geopolitické a národní bezpečnosti Ruska jsou psychotronické zbraně prostředkem působení na psychické funkce a fyziologickou činnost orgánů člověka, mají psychofyzické účinky a v klasifikaci zbraní jsou zařazeny mezi nesmrtonosné zbraně.
Podle Cigankova tvoří psychotronické zbraně jednu z kategorií tzv. psychofyzických zbraní, které se vyznačují tím, že zásadním způsobem dovedou ovlivnit organismus a psychiku člověka. Působí prostřednictvím generování (výroby) vysokých kmitočtů a nízkých kmitočtů ke kódování mozku biolokačními (biologicko radiolokačními) stanicemi pro vyvolávání psychických reakcí. Aktivní využití psychotronických zbraní je při vedení psychologické války.

### Psychotronické zbraně v ruské armádě
Na kanálu Hvězda bylo zveřejněno zavedení psychotronické zbraně dva a půl-té generace do ruské armády. Zbraň optickými pulsy ovlivňuje psychický stav člověka a jeho podvědomí, její použití doprovází např. halucinace a ztráta orientace.

#### Badatelé v oblasti psychotroniky
- Mikuška V.: Věda metapsychická a její nynější stav, Sfinx, Praha 1922
- Kuchyňka K.: Záhady lidské duše, nástin metapsychologie, E. Weinfurter, Praha 1947
- Kefer J.: Syntetická magie, Universalia, Praha 1939, (Trigon, Praha 1991)
- Kafka Břetislav: Nové základy experimentální psychologie, vl. nakl. Červený Kostelec 1949, (Road, Praha 1991)
- Sborník – V. Mezinárodná konferencia o psychotronike, Dom techniky ČSVTS, Bratislava 1983
- DRBAL Karel a REJDÁK Zdeněk: Perspektivy telepatie, Melantrich, Praha 1970, (Eminent, Praha 1995)
- WOLF J.: Acta ethnologica, sborník prací katedry etnografie a folkloristiky FF UK Praha1971, (Člověk ve světě magie, Unitaria, Praha 1992)
- Kahuda František: Fundamentální záření hmot, (Závěrečná výzkumná zpráva), Praha, září 1980 (ČVUT)
- Kahuda František: Silové účinky mentální energie, fyzikální projevy mentálně aktivované hmoty, (Průběžné výzkumné zprávy), Praha, říjen 1982 (VŠCHT)
- Rejdák Zdeněk: Průvodce po psychotronice, Gemma, Praha 1991
- Rýzl M.: Úvod do parapsychologie, Panorama, Praha 1991
- Jahn R.G.: Persistenční paradox parapsychologických jevů, Štarman, Praha 1991
- Patrovský Věnceslav: Od magie k biotronice, Pelhřimov 1993
- Kašpar E.: Populárně vědecky o proutkařství, JČMF, Praha 1994
- Válek O.: Psychotronika – základní teoretická koncepce, nakladatelství BEN - technická literatura, Praha 2002, ISBN 80-7300-085-7
- Válek O.: Psychotronika 2 – nové teoretické přístupy, nakladatelství BEN - technická literatura, Praha 2007, ISBN 978-80-7300-224-4
- Harvey J. Irwin and Caroline A. Watt: An Introduction to Parapsychology, McFarland, North Carolina, London 2007, ISBN 0-7864-1833-8
- Válek O.: Za hranicemi fyziky a psychologie, nakladatelství CAD Press, Bratislava 2011, ISBN 978-80-88969-59-4

#### Léčitelé a jasnovidci v oblasti psychotroniky
- Janča J.: Psychotronika pro každého, Eminent, Praha 1992
- Brázda S.: Škola psychotroniky, EFEKT, Praha 1995
- Brumlík R.:Prestižní: UNIVERSALIE - Paříž,

#### Kritici psychotroniky
- Fleissig J.: Zázraky a podvody. Bohemia, Praha 1995
- Kolektiv autorů: Alternativní medicína, možnosti a rizika. Grada, Praha 1995
- Sisyfos a Akademie věd ČR: Věda kontra iracionalita 4 – Sborník přednášek Českého klubu skeptiků – Placebo, sugesce, ufologie, okultizmus, Věra Nosková 2008 (1. vydání), ISBN 978-80-903320-4-1
- Sisyfos a Akademie věd ČR: Věda kontra iracionalita 1 (Sborník přednášek), Academia 1998 (1. vydání), ISBN 80-200-0710-5
- Český klub skeptiků Sisyfos ve spolupráci s tiskovým odborem KAV ČR: Věda kontra iracionalita 2, ISBN 80-200-1020-3
- Český klub skeptiků Sisyfos a Akademie věd ČR: Věda kontra iracionalita 3, Nosková Věra 2005 (1. vydání), ISBN 80-903320-3-X

#### Lékaři proti využívání psychotroniky v medicíně
- Kolektiv autorů (1995): Alternativní medicína: Možnosti a rizika. Grada Publishing, Praha.
- Mornstein V. (2003): Alternativní medicína a onkologie. In Adam Z., Vorlíček J.,
- Kostíková J. (Eds.): Obecná onkologie a podpůrná léčba. Grada Publishing, Praha.
- Mornstein V. (2005): Alternativní medicína. Postgraduální medicína 7/3, 2005, 277–281
- Mornstein V. (2003): Utopený Archimédes – Malý alternativní výkladový slovník, Nakladatelství V. Noskové, Praha
- Prokop Otto a kol. (1984): Lékařské vědy proti pověrám a šarlatánství. Avicenum, Praha.
- Škrabánek, Petr – McCormick, James (1995): Pošetilosti a omyly v medicíně. Lidové noviny, Praha.